# نيد كاميرون
نيد كاميرون (بالإنجليزية: Ned Cameron)‏ هو مغن مؤلف ومنتج أسطوانات أمريكي، ولد في 25 ديسمبر 1989 في سان فرانسيسكو في الولايات المتحدة.

## روابط خارجية
- نيد كاميرون على موقع ميوزك برينز (الإنجليزية)
- نيد كاميرون على موقع أول ميوزيك (الإنجليزية)
- نيد كاميرون على موقع ديسكوغز (الإنجليزية)